# Gaslighter (альбом)
| Совокупная оценка    | Совокупная оценка |
| Источник             | Оценка            |
| -------------------- | ----------------- |
| Album of the Year    | 84/100            |
| AnyDecentMusic?      | 7.6/10            |
| Metacritic           | 86/100            |
| Оценки критиков      |                   |
| Источник             | Оценка            |
| AllMusic             | [ 5 ]             |
| American Songwriter  | [ 6 ]             |
| Clash Music          | 8/10              |
| Consequence of Sound | A-                |
| Entertainment Weekly | A                 |
| Exclaim!             | 8/10              |
| The Guardian         | [ 11 ]            |
| The Independent      | [ 12 ]            |
| Paste                | 8.6/10            |
| Rolling Stone        | [ 14 ]            |
| Slant Magazine       | [ 15 ]            |
| The Telegraph        | [ 16 ]            |

Gaslighter — восьмой студийный альбом американской кантри-группы Dixie Chicks (с июня 2020 года переименована в The Chicks), вышедший 17 июля 2020 года на лейбле Columbia Records. Продюсером был Джек Антонофф и Dixie Chicks. Это их первый за 14 лет студийный альбом.

## Об альбоме
Группа начала намекать на запись нового альбома ещё в июне 2018 года, когда Натали Мэнс опубликовала несколько фотографий из студии звукозаписи в Instagram.
В то время как Мэнс и её коллеги по группе Эмили Робисон и Марти Магуайр продолжали давать небольшие намеки на то, что новая музыка может быть в работе, они не подтвердили, что альбом был запланирован. И только год спустя всё прояснилось, когда Мэнс опубликовала видео в Instagram, в котором трио по очереди говорит: «Дикси Чикс. Альбом. Скоро». Затем последовал с намёками продюсер Джек Антонофф, который сказал: «Когда-нибудь».
В сентябре 2019 года Натали Мэнс во время своего подкаста Spiritualgasm сообщила, что альбом будет называться «Gaslighter».
Далее она сказала, что альбом изначально планировался как нечто простое, например, альбом каверов, чтобы выполнить их контракт с Sony, но после её развода с актёром Эдрианом Пасдаром она чувствовала себя воодушевленной, чтобы снова начать писать песни.
Она сказала: «Когда я начала разводиться, у меня было много чего сказать, так что это вызвало у меня готовность [писать новую музыку]. Написание песен для меня очень тяжелый процесс, и я думаю, что в течение многих лет я не захочу анализировать свою жизнь или свои отношения. Я просто не была готова открыться таким образом». Во время того же подкаста, ведущий Стерлинг Джонс упоминает, что песня под названием «Go It Alone» является его любимой в альбоме.
21 апреля 2020 года было объявлено, что выпуск альбома был отложен из-за пандемии COVID-19, изменение коснулось первоначальных планов выпуска 1 мая. 11 июня стало известно, что релиз альбом был перенесен на 17 июля.

## Отзывы
В июне журнал Pitchfork назвал одним из самых ожидаемых и лучших альбомов года на то время.

### Итоговые списки
| Публикация           | Список                | Ранг |
| -------------------- | --------------------- | ---- |
| Consequence of Sound | Top 50 Albums of 2020 | 38   |
| Entertainment Weekly | Top 15 Albums of 2020 | 6    |
| Time                 | Top 10 Albums of 2020 | 4    |

## Коммерческий успех
В американском хит-параде Billboard 200 альбом Gaslighter дебютировал на 3-м месте с тиражом 84 тыс. альбомных эквивалентных единиц (включая 71 тыс. чистых продаж альбома), став пятым диском группы в top 10. Он также занял первое место в чарте продаж Album Sales. Ранее в лучшей десятке Billboard 200 группа под старым названием Dixie Chicks была с дисками Taking the Long Way (№ 1, 2006 год), Home (No. 1 in 2002), Fly (№ 1, 1998) и Wide Open Spaces (№ 1, 1999).
В кантри-чарте Top Country Albums диск также занял первое место в 4-й раз, сравнявшись с рекордсменами среди кантри-групп и дуэтов The Judds. Ранее лидировали Wide Open Spaces (7 недель на № 1 с января 1999); Fly (36 недель, 1999-2000); Home (19 недель, 2002-03); и Taking the Long Way  (9 недель, 2006-07).  Кроме того, концертный альбом Top of the World Tour Live в 2003 году добрался до третьего места.

## Список композиций
По данным сервиса Apple Music.
| №                   | Название                    | Автор(ы)                                                            | Продюсеры                        | Длительность |
| ------------------- | --------------------------- | ------------------------------------------------------------------- | -------------------------------- | ------------ |
| 1.                  | «Gaslighter»                | Натали Мэнс Эмили Робисон Марти Магуайр Джек Антонофф               | Антонофф Dixie Chicks            | 3:23         |
| 2.                  | «Sleep at Night»            | Мэнс Страйер Магуайр Тедди Гайгер Justin Tranter                    | Teddy Geiger Antonoff The Chicks | 3:12         |
| 3.                  | «Texas Man»                 | Мэнс Страйер Магуайр Антонофф Джулия Майклз Tranter                 | Antonoff The Chicks              | 3:44         |
| 4.                  | «Everybody Loves You»       | Charlotte Lawrence Gene Penner Michael Spargur                      | Antonoff The Chicks              | 3:38         |
| 5.                  | «For Her»                   | Мэнс Страйер Магуайр Ariel Rechtshaid Sarah Aarons                  | Antonoff The Chicks              | 5:26         |
| 6.                  | «March March»               | Мэнс Страйер Магуайр Антонофф Dan Wilson Ian Kirkpatrick Ross Golan | Antonoff The Chicks              | 3:53         |
| 7.                  | «My Best Friend's Weddings» | Мэнс Страйер Магуайр Антонофф Tranter                               | Antonoff The Chicks              | 4:18         |
| 8.                  | «Tights On My Boat»         | Мэнс Страйер Магуайр Антонофф Майклз                                | Antonoff The Chicks              | 3:02         |
| 9.                  | «Julianna Calm Down»        | Мэнс Антонофф Майклз                                                | Антонофф The Chicks              | 4:46         |
| 10.                 | «Young Man»                 | Мэнс Страйер Магуайр Антонофф Энни Кларк Tranter                    | Antonoff The Chicks              | 4:09         |
| 11.                 | «Hope It's Something Good»  | Мэнс Страйер Магуайр Антонофф                                       | Antonoff The Chicks              | 4:05         |
| 12.                 | «Set Me Free»               | Мэнс Страйер Магуайр Антонофф Ben Abraham                           | Antonoff The Chicks              | 3:18         |
| Общая длительность: | Общая длительность:         | Общая длительность:                                                 | Общая длительность:              | 46:54        |

## Участники записи
По данным:

| Музыканты - Джек Антонофф — меллотрон (треки 1-2, 4, 7, 9-12), акустическая гитара (1, 3-4, 8-12), фортепиано (1-7, 9, 11), перкуссия (1-3, 6-9), клавишные (1, 6), ударные (1-3, 5-9, 11), 12-струнная акустическая гитара (1, 9), 12-струнная электрогитара (1), программинг (2, 5-8), бас-гитара (2, 4-5, 7, 10), Moog (2, 4), modular (2), бэк-вокал (2), электрическая бас-гитара (3), акустическая бас-гитара (3, 8), электрогитара (3, 8), гитара (5), Wurlitzer (5), Juno (5, 7-8, 11), B3 (9) - Эрик Байерс — виолончель (2, 5, 11-12) - Анни Кларк — электрогитара (3) - Тедди Гайгер — программинг (2), перкуссия (2), гитара (2), клавишные (2) - Крис Геринджер — мастеринг (1-12) - Майки Фридом Харт — Wurlitzer (5) - Шон Хатчинсон — перкуссия (1) - Ллойд Майнс — гитара (2, 6, 9, 11-12) - Натали Мэнс — вокал (1-12), Omnichord (4), акустическая гитара (4), перкуссия (6), укулеле (8) - Марти Магуайр — вокал (1-12), скрипка (1-12), альт (2, 4-5, 7, 9, 11-12) - Джастин Мелдал-Джонсон — бас (8) - Беккетт Пасдар — ударные (2) - Уилл Квиннелл — мастеринг (1-12) - Майкл Риддлебергер — перкуссия (1) - Чед Смит (Red Hot Chili Peppers) — ударные (1-2, 5-7, 9, 11), перкуссия (6) - Эван Смит — орган (8) - Эмили Робисон — вокал (1-12), банджо (1-7, 9, 11), акустическая гитара (4, 6, 9-10), asher (6), добро (10), укулеле (12) - Эрик Уоллс — акустическая гитара (8) - Джастин Уивер — гитара (8) | Продакшн - Джек Антонофф — продюсер (1-12), звукозапись (1-12), микширование (8, 10, 12) - The Chicks — продюсер (1-12) - Грег Илайсон — ассистент звукозаписи (4) - Бен Флетчер — микширование (2, 7, 9) - Тедди Гайгер — продюсер (2) - Джефф Гуннелл — звукозапись (2) - Сербан Генеа — микширование (1-9, 11) - Джон Хейнс — микширование (1-9, 11) - Джон Руни — ассистент звукозаписи (3, 5, 7, 9) - Йон Шер — ассистент звукозаписи (1-12) - Лаура Сиск — звукозапись (1-12), микширование (8, 10, 12) Другой персонал - Майкл Биерут — дизайн альбома - Бритт Кобб — дизайн альбома - Дельта Мёрфи — дизайн альбома - Pentagram — дизайн альбома - Бридж Мартин — фото обложки - Саванна Бейкер — стиль - Филиппа Прайс — дополнительный креативный дизайн и фото |

## Позиции в чартах

### Альбом
| Чарт (2020)                                 | Высшая позиция |
| ------------------------------------------- | -------------- |
| Австралия (ARIA)                            | 2              |
| Австралия (Australian Country Albums, ARIA) | 1              |
| Канада (Canadian Albums, Billboard)         | 3              |
| Нидерланды (Album Top 100)                  | 22             |
| Германия (Offizielle Top 100)               | 14             |
| Ирландия (Irish Albums Chart)               | 20             |
| Новая Зеландия (Recorded Music NZ)          | 2              |
| Шотландия (Scottish Albums Chart)           | 3              |
| Швеция (Sverigetopplistan)                  | 14             |
| Швейцария (Schweizer Hitparade)             | 5              |
| Великобритания (UK Albums Chart)            | 5              |
| Великобритания (UK Country Albums Chart)    | 1              |
| США (Billboard 200)                         | 3              |
| США (Billboard Top Album Sales)             | 1              |
| США (Billboard Top Country Albums)          | 1              |